# Transformatorenhaus (Hardt)

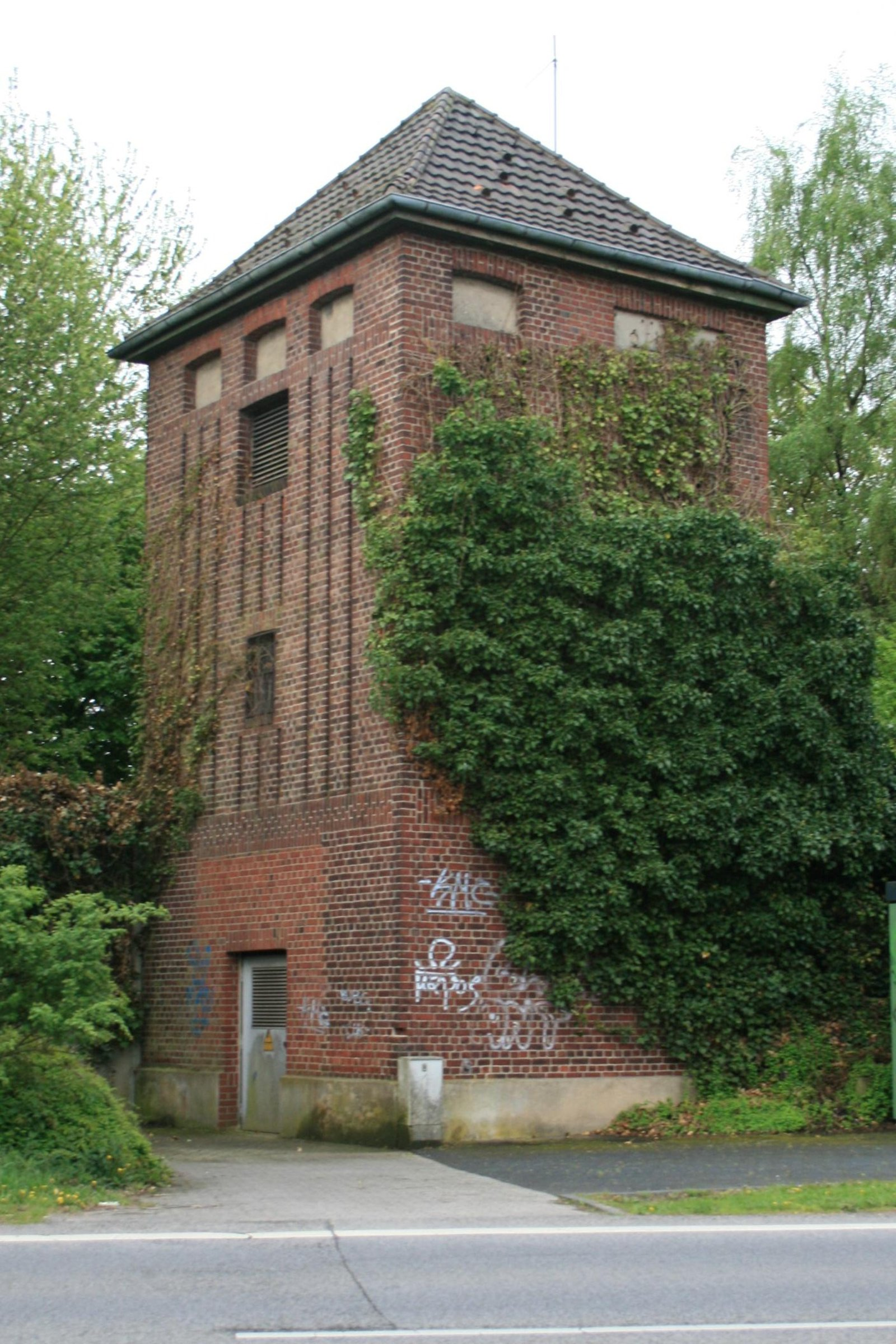
Transformatorenhaus (Trafoturm), 2010

Das Transformatorenhaus steht im Stadtteil Hardt in Mönchengladbach (Nordrhein-Westfalen), Hardter Landstraße.
Der Trafoturm wurde in den 1920/1930er Jahren erbaut. Er ist unter Nr. H 102 am 10. Januar 2005 in die Denkmalliste der Stadt Mönchengladbach eingetragen worden.

## Lage
Der Trafoturm liegt in Mönchengladbach-Hardt an der Hardter Landstraße gegenüber der Einmündung Pastorenkamp.

## Architektur
Das Schalthaus wurde in Form eines gedrungenen Trafohauses unter Zeltdach auf fast quadratischem Grundriss aus rötlich gebranntem Ziegelmauerwerk erbaut. Der Zugang liegt im Erdgeschoss auf der Nordseite. Darüber angeordnet liegen weitere Wandöffnungen zur Belichtung und Belüftung des Bauwerks. Einer nur leicht vorgezogenen Sockelzone stehen gestalterisch die deutlich vorspringenden Traufkanten des Zeltdachs gegenüber.
Die scharfkantige, symmetrische Gestaltung des Trafohauses wird betont durch die Ausführung der umlaufenden Dachrinne. Im Bereich des Turmkopfes sind jeweils drei liegende Felder hervorgehoben. Hier schlossen ursprünglich die zugeführten Freileitungen über Isolatoren an. Unterhalb der Felder sind jeweils drei vertikal ausgerichtete, einspringende Lineaturen angeordnet. Ziegelrollschichten akzentuieren jeweils die Oberkante des Erdgeschosses, die Tür-/Fensterstürze sowie die Sohlbänke und Stürze der Einleitungsfelder unter dem Dach.